# Senna petersiana
Senna petersiana là một loài thực vật có hoa trong họ Đậu. Loài này được (Bolle) Lock miêu tả khoa học đầu tiên.

## Hình ảnh

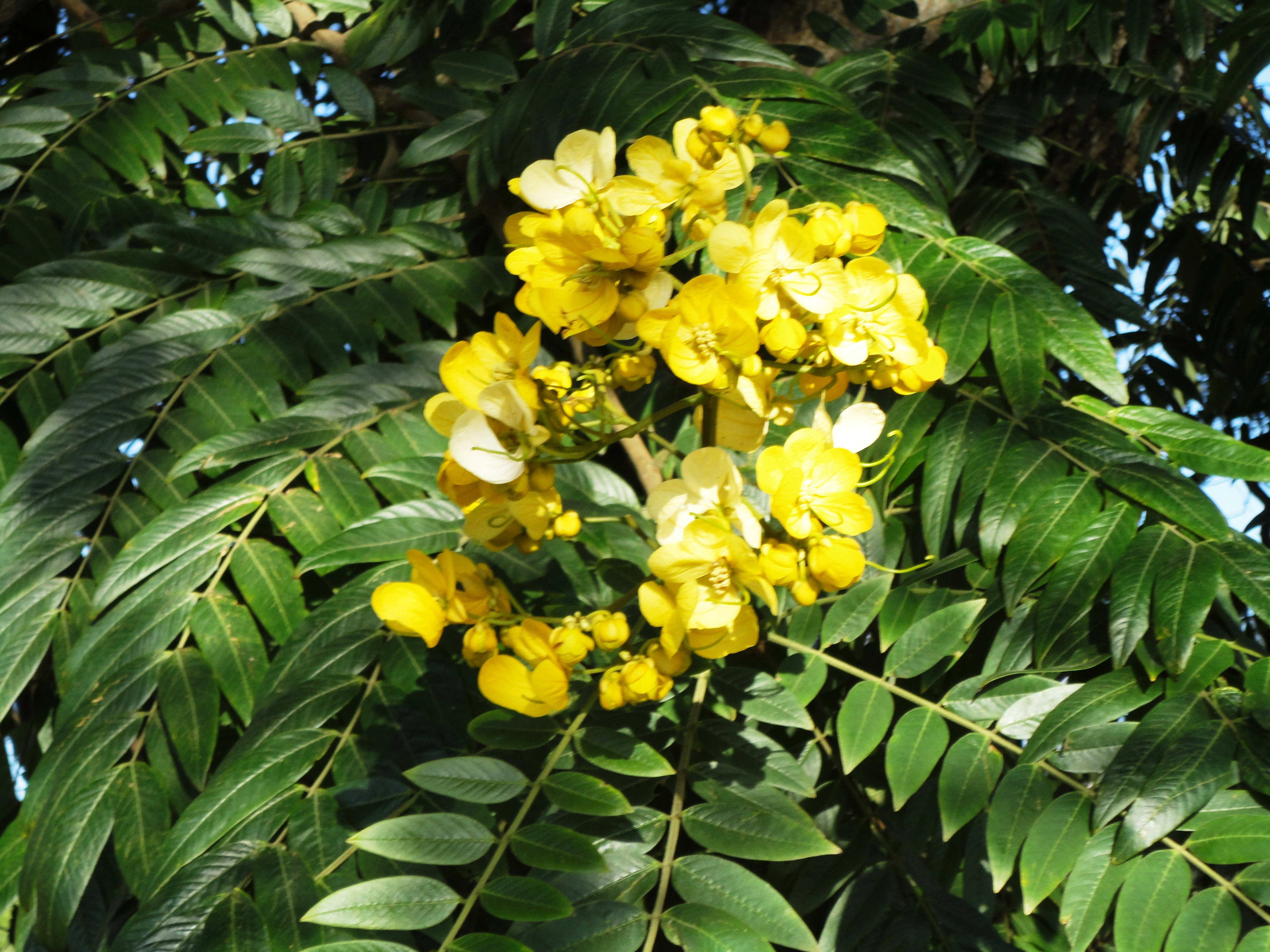
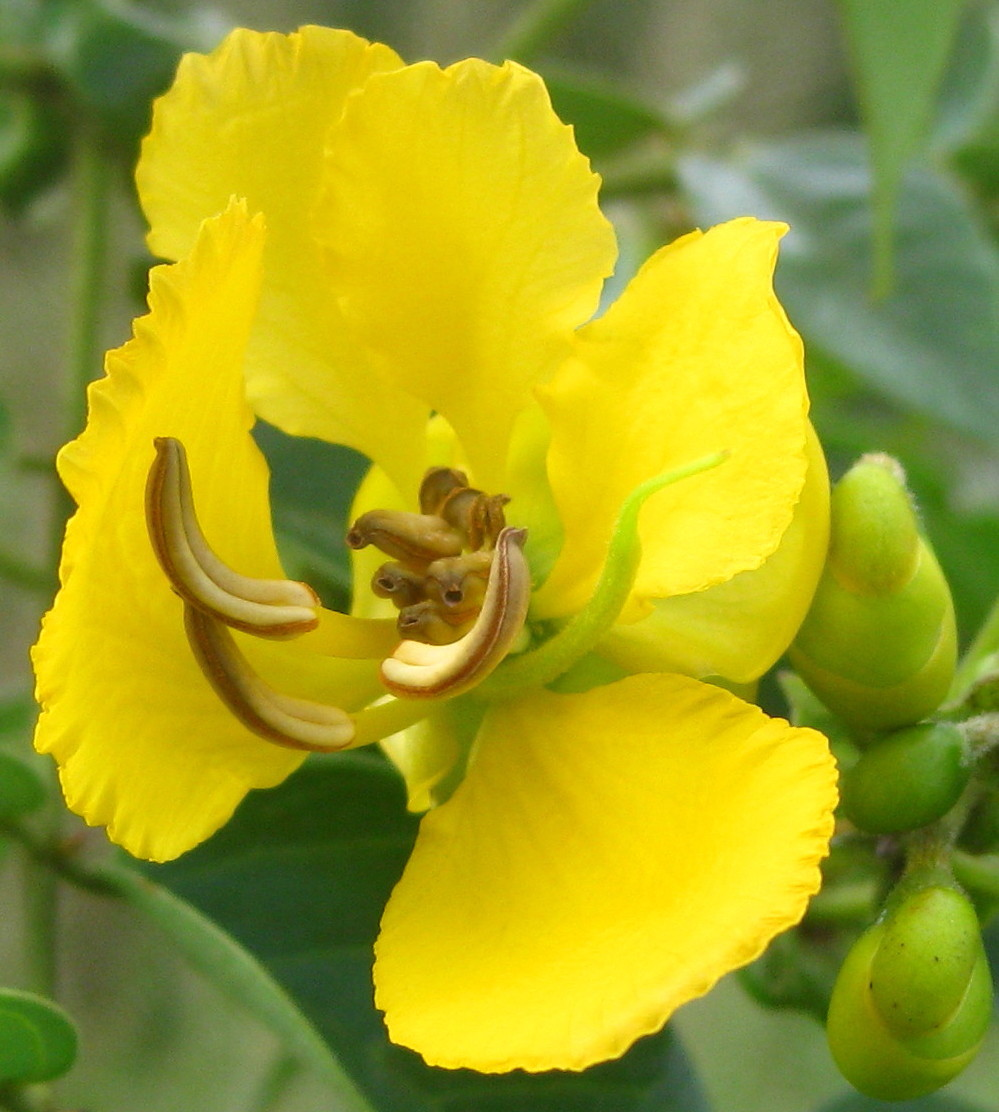